# Masurbjörk

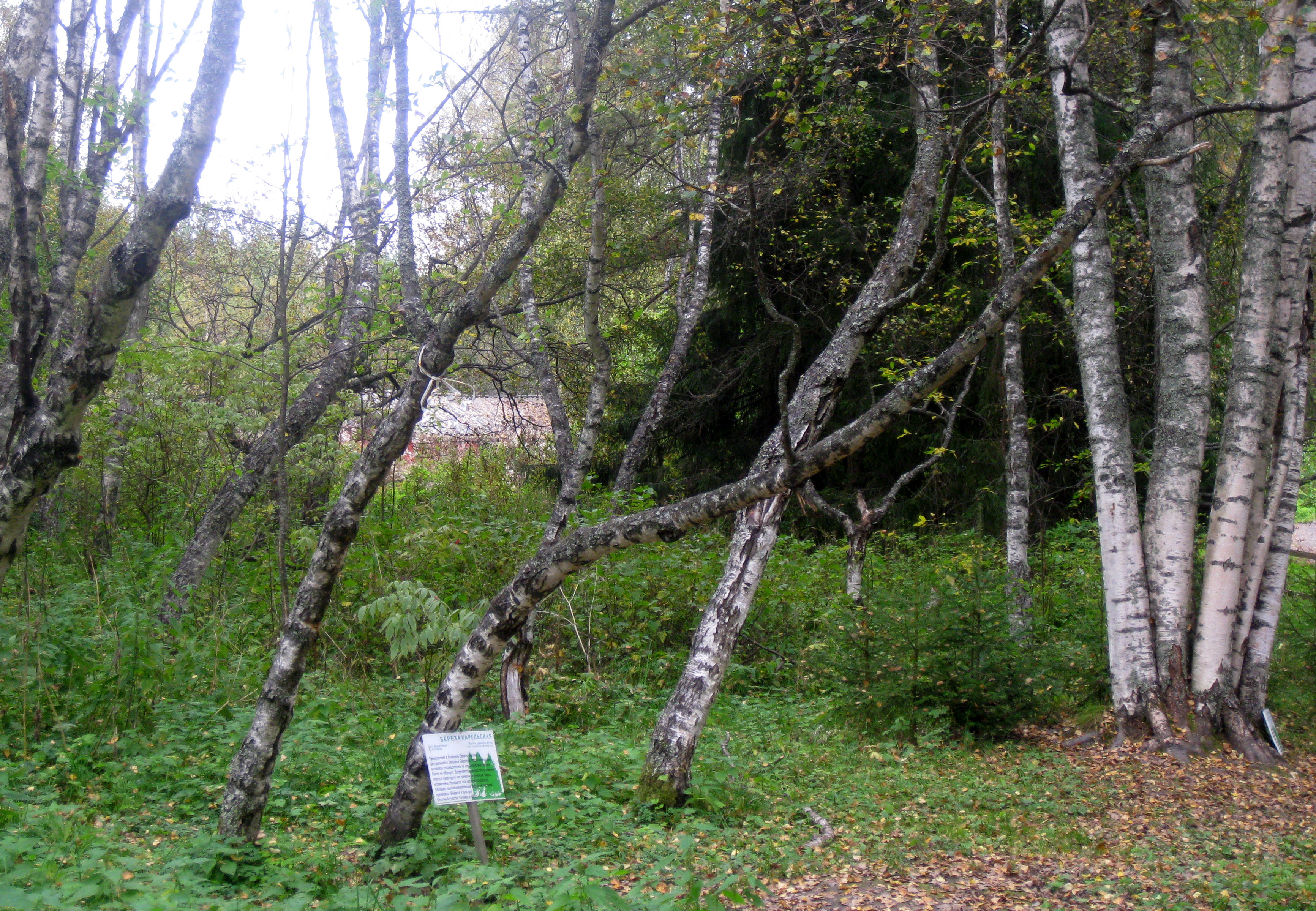
Betula pendula var. carelica.

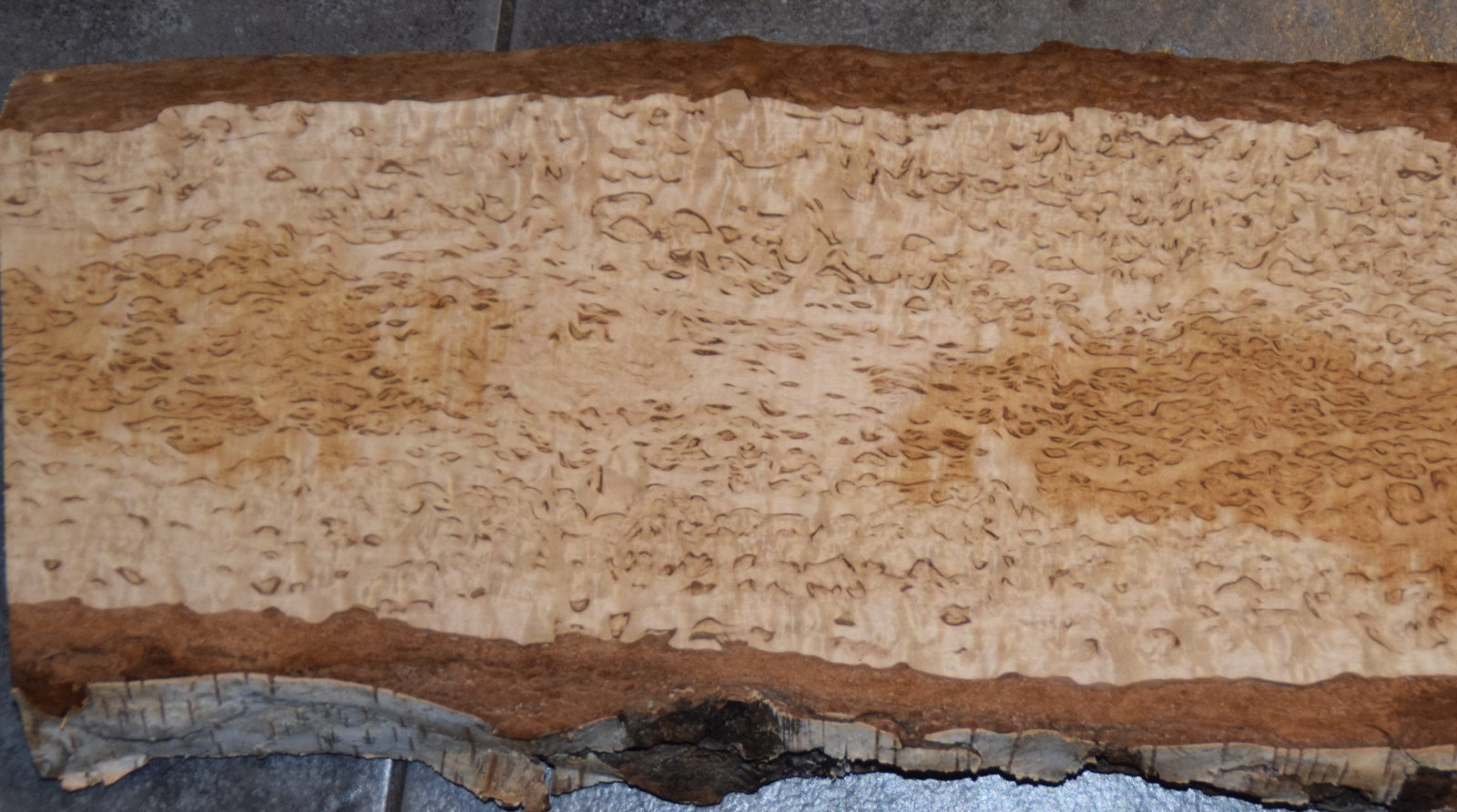
Sågat virke av Betula pendula var. carelica.

Masurbjörk (Betula pendula var. carelica) är en varietet av växtarten vårtbjörk med en genetisk defekt som gör att trädet får vrilar på stammen med masur. Årsringarna orienterar sig fel, vilket ger veden ett flammigt utseende. Varianten kommer ursprungligen från Karelska näset i Finland. Masurbildningen går i arv till uppemot 70 % av alla träd i nästa generation. Vanlig vårtbjörk kallas också ibland för masurbjörk, men man bör endast använda den benämningen på träd som har masurgenen. 
Masurved används till möbler, skålar, knivskaft med mera. 

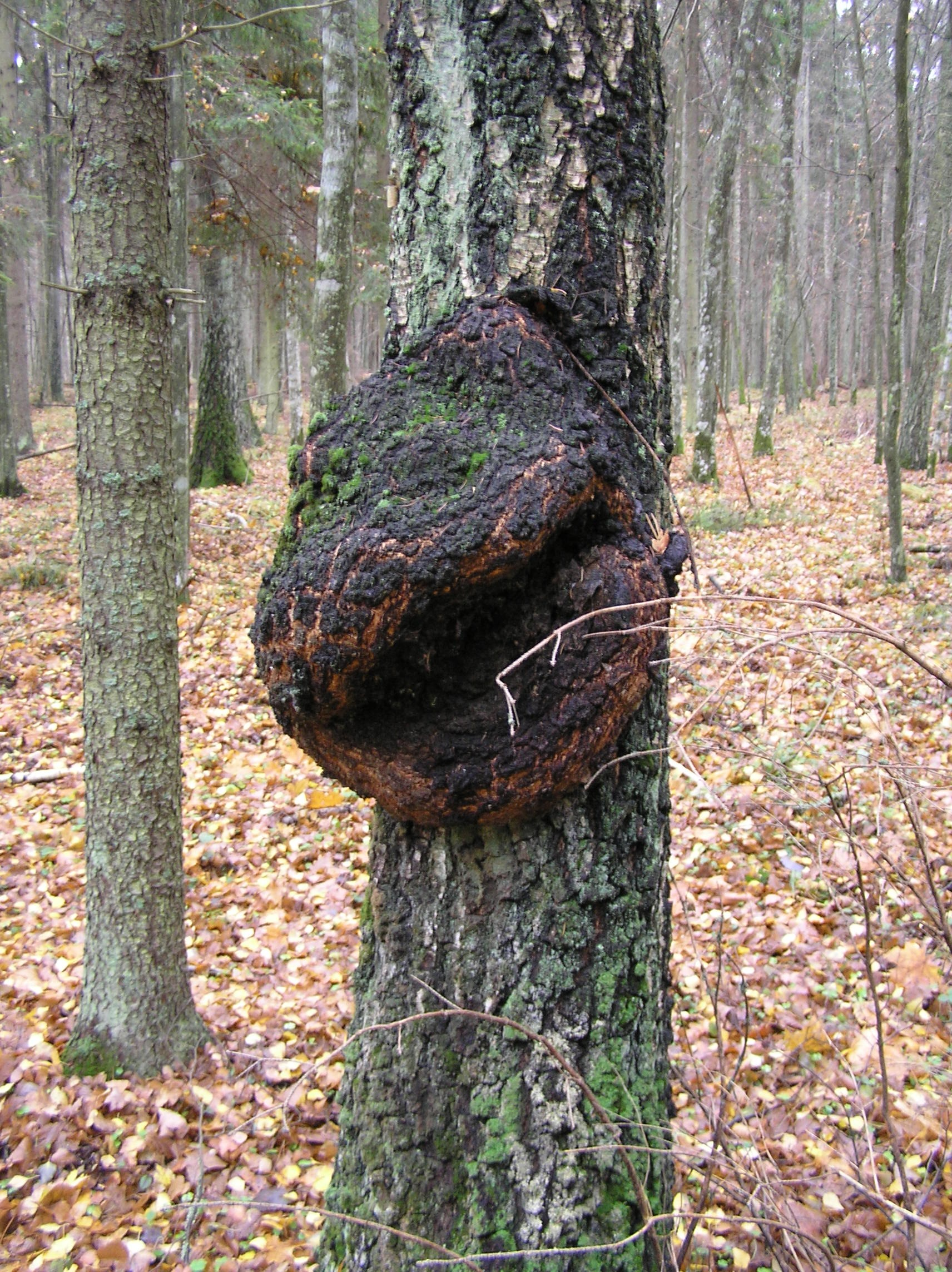
Vril på stam av masurbjörk.

Utanför Hedesunda i Gästrikland har man skapat Kvillanuddens naturreservat för att skydda ett bestånd av masurbjörk.